# Conference League 1995-1996
La Conference League 1995-1996, conosciuta anche con il nome di GM Vauxhall Conference per motivi di sponsorizzazione, è stata la 17ª edizione del campionato inglese di calcio di quinta divisione.

## Squadre partecipanti
| Squadra                | Città             | Stagione precedente                                    |
| ---------------------- | ----------------- | ------------------------------------------------------ |
| Altrincham             | Altrincham        | 4º posto in Conference League                          |
| Bath City              | Bath              | 12º posto in Conference League                         |
| Bromsgrove Rovers      | Bromsgrove        | 13º posto in Conference League                         |
| Dagenham & Redbridge   | Londra (Dagenham) | 15º posto in Conference League                         |
| Dover Athletic         | Dover             | 16º posto in Conference League                         |
| Farnborough Town       | Farnborough       | 14º posto in Conference League                         |
| Gateshead              | Gateshead         | 7º posto in Conference League                          |
| Halifax Town           | Halifax           | 8º posto in Conference League                          |
| Hednesford Town        | Hednesford        | 1º posto in Southern League Premier Division, promosso |
| Kettering Town         | Kettering         | 6º posto in Conference League                          |
| Kidderminster Harriers | Kidderminster     | 11º posto in Conference League                         |
| Macclesfield Town      | Macclesfield      | 1º posto in Conference League                          |
| Morecambe              | Morecambe         | 2º posto in Northern Premier League Premier Division   |
| Northwich Victoria     | Northwich         | 10º posto in Conference League                         |
| Runcorn                | Runcorn           | 9º posto in Conference League                          |
| Slough Town            | Slough            | 2º posto in Isthmian League Premier Division, promosso |
| Southport              | Southport         | 3º posto in Conference League                          |
| Stalybridge Celtic     | Stalybridge       | 18º posto in Conference League                         |
| Stevenage Borough      | Stevenage         | 5º posto in Conference League                          |
| Telford United         | Telford           | 19º posto in Conference League                         |
| Welling United         | Londra (Bexley)   | 17º posto in Conference League                         |
| Woking                 | Woking            | 2º posto in Conference League                          |

## Classifica finale
|  | Pos. | Squadra            | Pt | G  | V  | N  | P  | GF  | GS | DR  |
|  | ---- | ------------------ | -- | -- | -- | -- | -- | --- | -- | --- |
|  | 1    | Stevenage          | 91 | 42 | 27 | 10 | 5  | 101 | 44 | +57 |
|  | 2    | Woking             | 83 | 42 | 25 | 8  | 9  | 83  | 54 | +29 |
|  | 3    | Hednesford Town    | 76 | 42 | 23 | 7  | 12 | 71  | 46 | +25 |
|  | 4    | Macclesfield Town  | 75 | 42 | 22 | 9  | 11 | 66  | 49 | +17 |
|  | 5    | Gateshead          | 67 | 42 | 18 | 13 | 11 | 58  | 46 | +12 |
|  | 6    | Southport          | 66 | 42 | 18 | 12 | 12 | 77  | 64 | +13 |
|  | 7    | Kidderminster      | 64 | 42 | 18 | 10 | 14 | 78  | 66 | +12 |
|  | 8    | Northwich Victoria | 60 | 42 | 16 | 12 | 14 | 72  | 64 | +8  |
|  | 9    | Morecambe          | 59 | 42 | 17 | 8  | 17 | 78  | 72 | +6  |
|  | 10   | Farnborough Town   | 59 | 42 | 15 | 14 | 13 | 63  | 58 | +5  |
|  | 11   | Bromsgrove Rovers  | 59 | 42 | 15 | 14 | 13 | 59  | 57 | +2  |
|  | 12   | Altrincham         | 58 | 42 | 15 | 13 | 14 | 59  | 64 | -5  |
|  | 13   | Telford Utd        | 55 | 42 | 15 | 10 | 17 | 51  | 56 | -5  |
|  | 14   | Stalybridge Celtic | 55 | 42 | 16 | 7  | 19 | 59  | 68 | -9  |
|  | 15   | Halifax Town       | 52 | 42 | 13 | 13 | 16 | 49  | 63 | -14 |
|  | 16   | Kettering Town     | 48 | 42 | 13 | 9  | 20 | 68  | 84 | -16 |
|  | 17   | Slough Town        | 47 | 42 | 13 | 8  | 21 | 63  | 76 | -13 |
|  | 18   | Bath City          | 46 | 42 | 13 | 7  | 22 | 45  | 66 | -21 |
|  | 19   | Welling Utd        | 45 | 42 | 10 | 15 | 17 | 42  | 53 | -11 |
|  | 20   | Dover Athletic     | 40 | 42 | 11 | 7  | 24 | 51  | 74 | -23 |
|  | 21   | Runcorn            | 35 | 42 | 9  | 8  | 25 | 48  | 87 | -39 |
|  | 22   | Dag & Red          | 33 | 42 | 7  | 12 | 23 | 43  | 73 | -30 |

Legenda:
      Promosso in Football League Third Division 1996-1997.
      Retrocesso in Northern Premier League 1996-1997.
      Retrocesso in Isthmian League 1996-1997.
Regolamento:
Tre punti a vittoria, uno a pareggio, zero a sconfitta.
In caso di arrivo di due o più squadre a pari punti, la graduatoria viene stilata secondo i seguenti criteri:
- differenza reti
- maggior numero di gol segnati

Note:

Lo Stevenage Borough non è stato ammesso in Football League Third Division, in quanto il suo stadio non soddisfaceva i requisiti richiesti dalla Football League.